# Bowiea volubilis
Bowiea volubilis là một loài thực vật có hoa trong họ Măng tây. Loài này được Harv. mô tả khoa học đầu tiên năm 1867.

## Hình ảnh

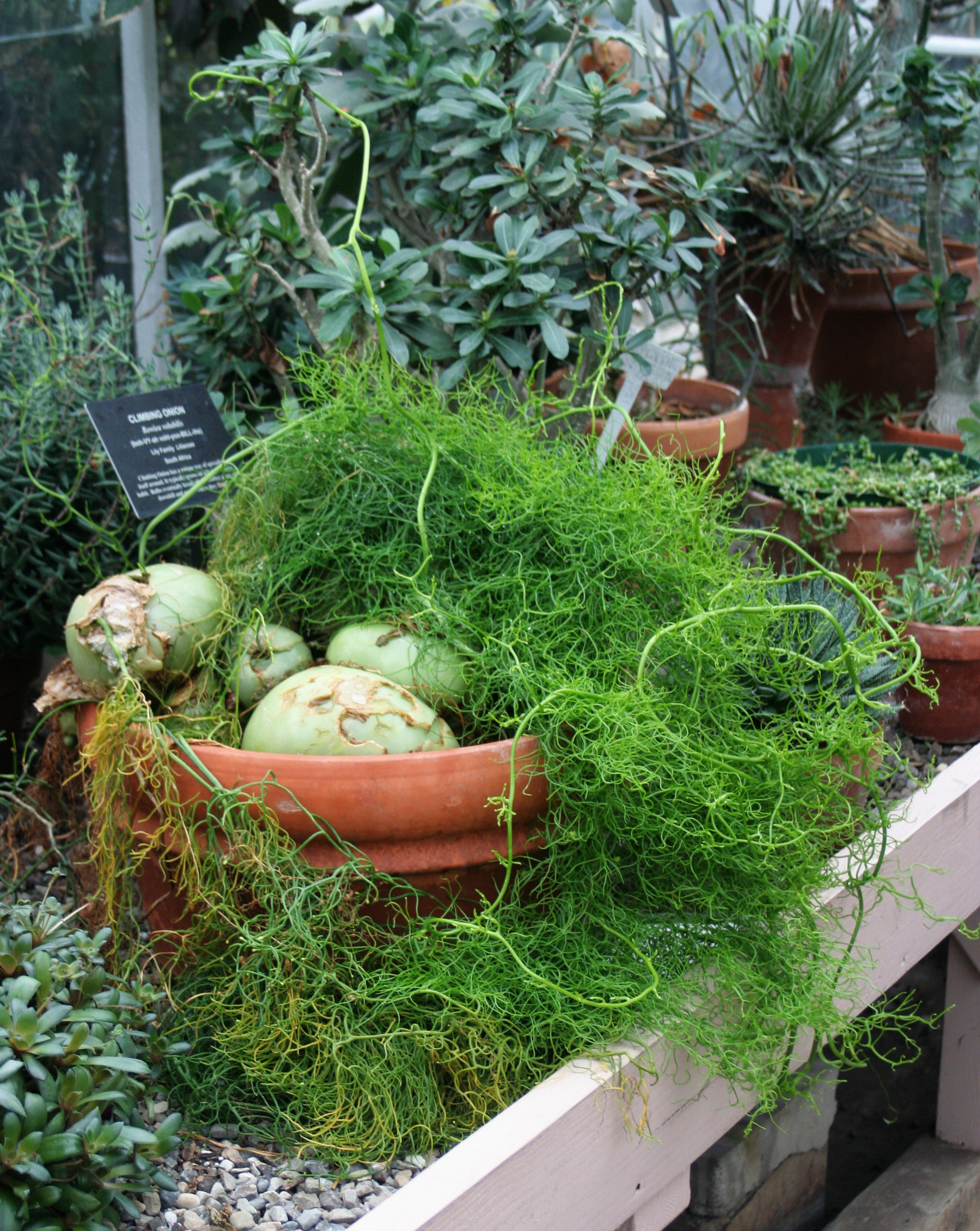
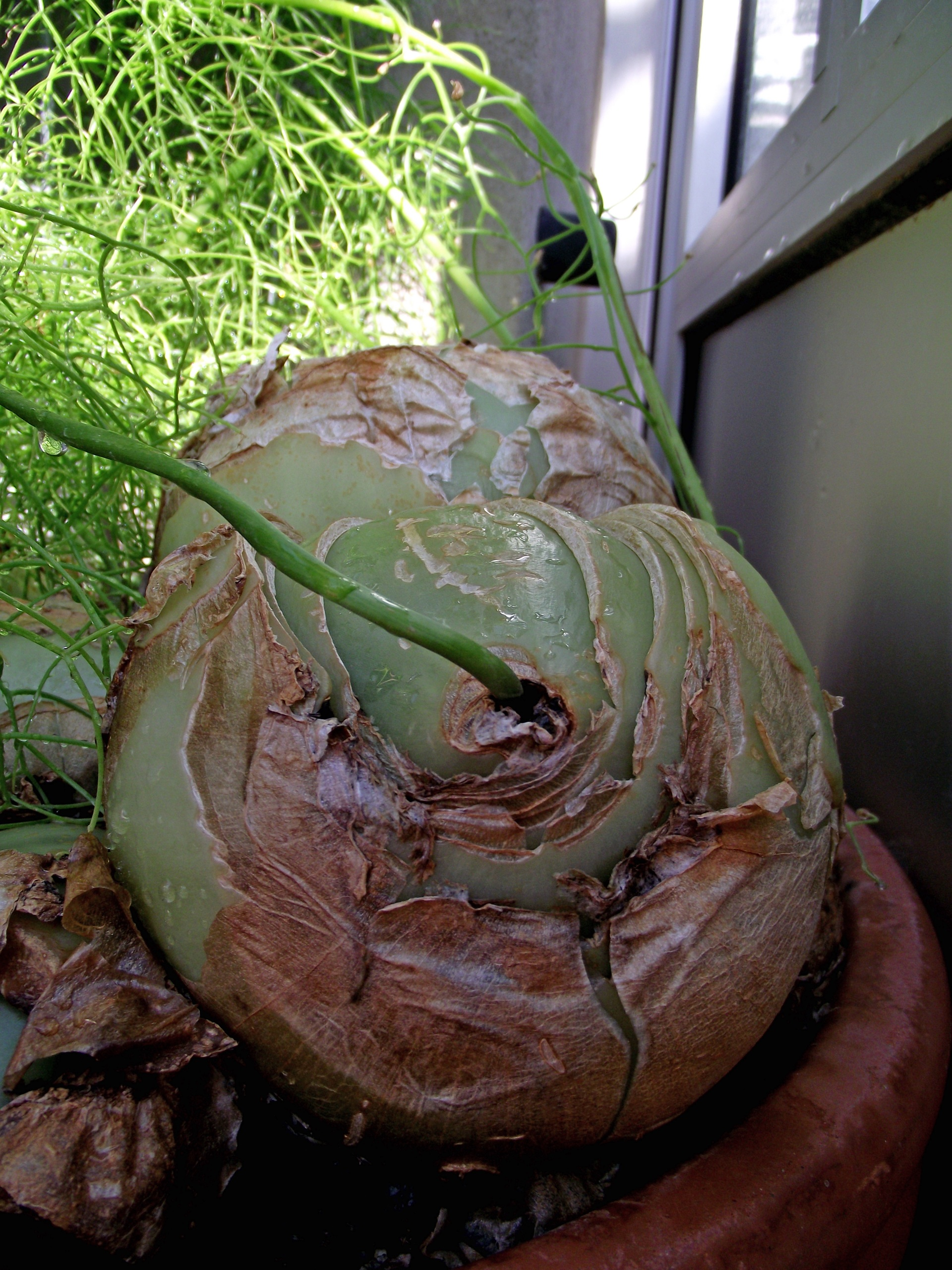
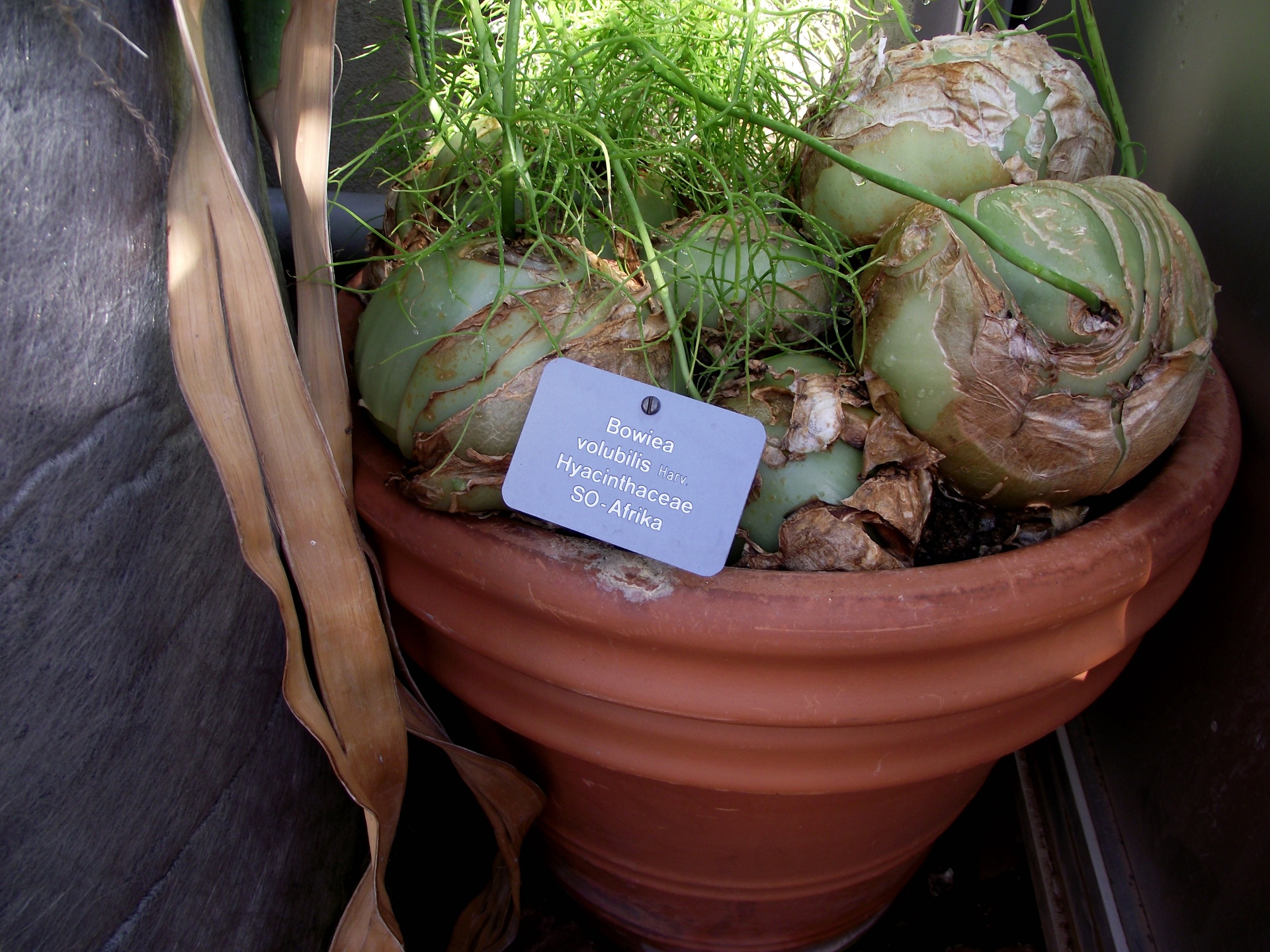
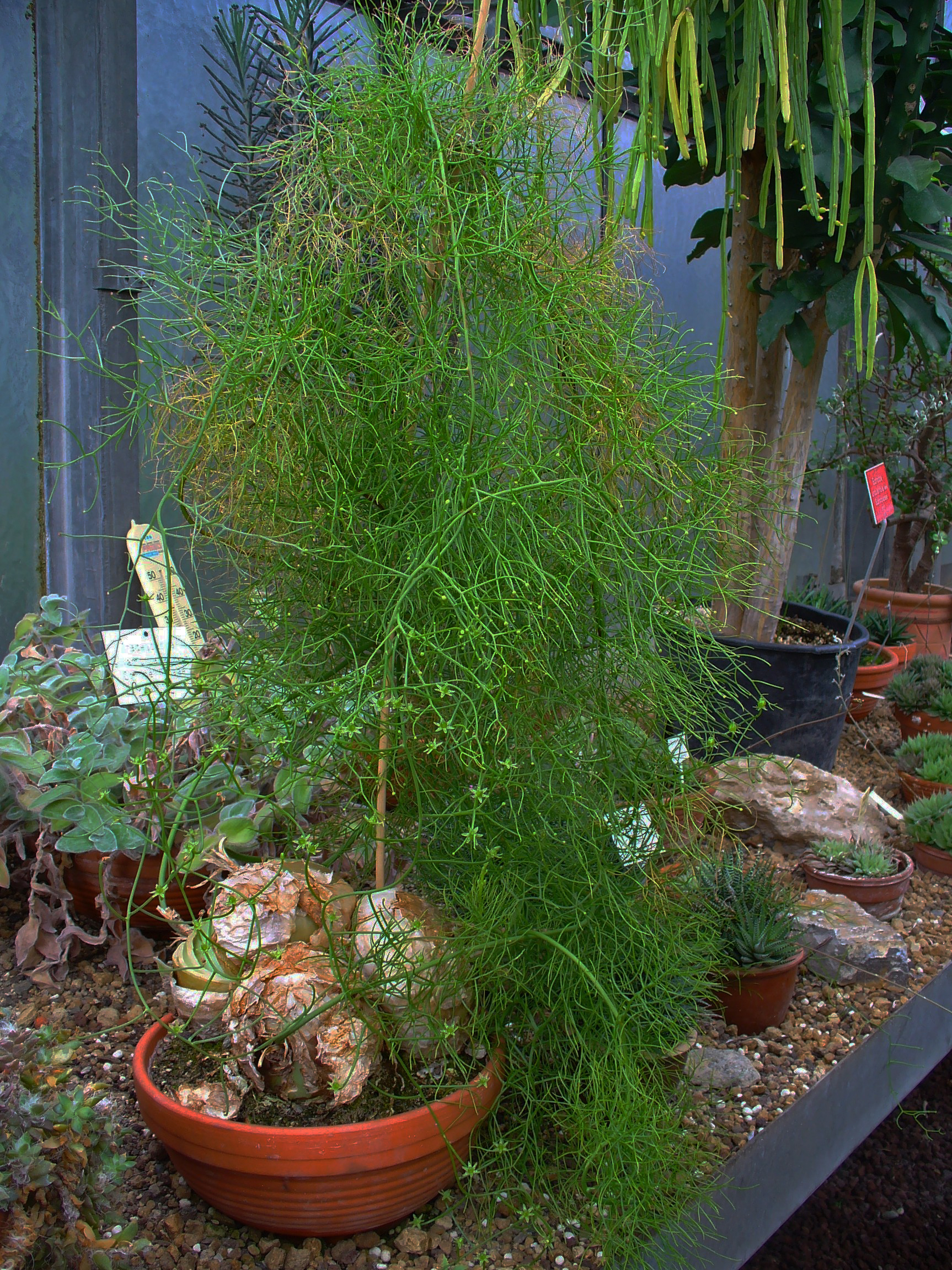